# Arvid Havnås
Arvid Havnås (Bjørkelangen, 6 ottobre 1917 – Sandefjord, 15 dicembre 2008) è stato un calciatore norvegese, di ruolo attaccante.

## Carriera

### Club
Havnås giocò per il Sandefjord dal 1948 al 1960, vincendo due edizioni della Norgesmesterskapet (1957 e 1959). Fu capocannoniere del campionato 1948-1949, con 12 reti.

## Palmarès

### Club

#### Competizioni nazionali
- Coppa di Norvegia: 2  (finalista)

Sandefjord: 1957, 1959

### Individuale
- Capocannoniere della Hovedserien: 1

1948-1949 (12 gol)